# Jedlno Drugie
Jedlno Drugie (też: Jedlno II) – wieś w Polsce, położona w województwie łódzkim, w powiecie radomszczańskim, w gminie Ładzice.
| SIMC    | Nazwa     | Rodzaj  |
| ------- | --------- | ------- |
| 0544786 | Karolinów | kolonia |

W latach 1975–1998 miejscowość administracyjnie należała do województwa piotrkowskiego.